# Laucourt
Laucourt és un municipi francès situat al departament del Somme i a la regió dels Alts de França. L'any 2007 tenia 189 habitants.

## Demografia

### Població
El 2007 la població de fet de Laucourt era de 189 persones. Hi havia 59 famílies de les quals 4 eren unipersonals (4 homes vivint sols), 30 parelles sense fills i 25 parelles amb fills.
La població ha evolucionat segons el següent gràfic:
Habitants censats

### Habitatges

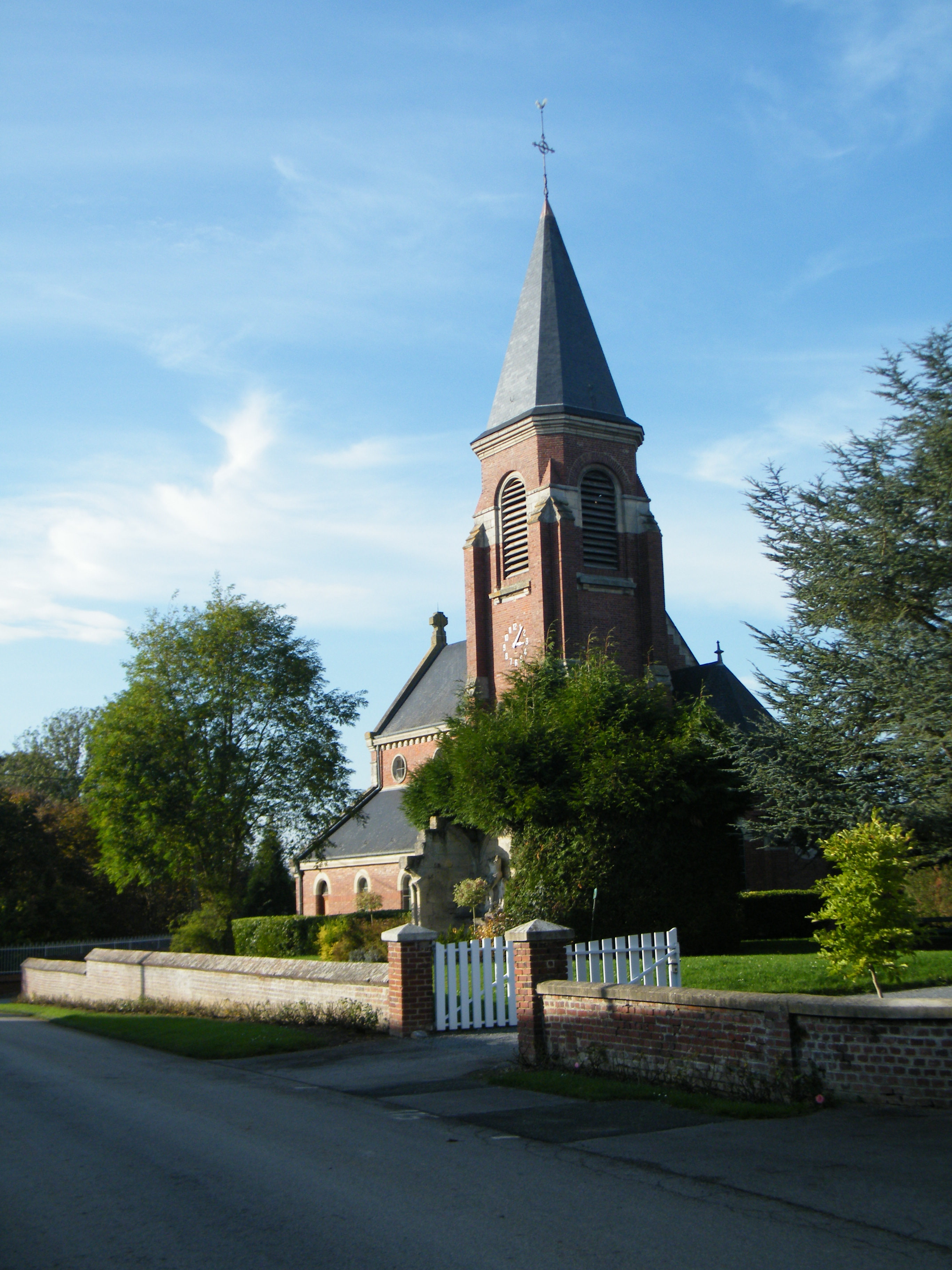

El 2007 hi havia 72 habitatges, 69 eren l'habitatge principal de la família, 1 era una segona residència i 2 estaven desocupats. Tots els 72 habitatges eren cases. Dels 69 habitatges principals, 54 estaven ocupats pels seus propietaris i 15 estaven llogats i ocupats pels llogaters; 5 tenien tres cambres, 20 en tenien quatre i 43 en tenien cinc o més. 64 habitatges disposaven pel capbaix d'una plaça de pàrquing. A 35 habitatges hi havia un automòbil i a 34 n'hi havia dos o més.

### Piràmide de població

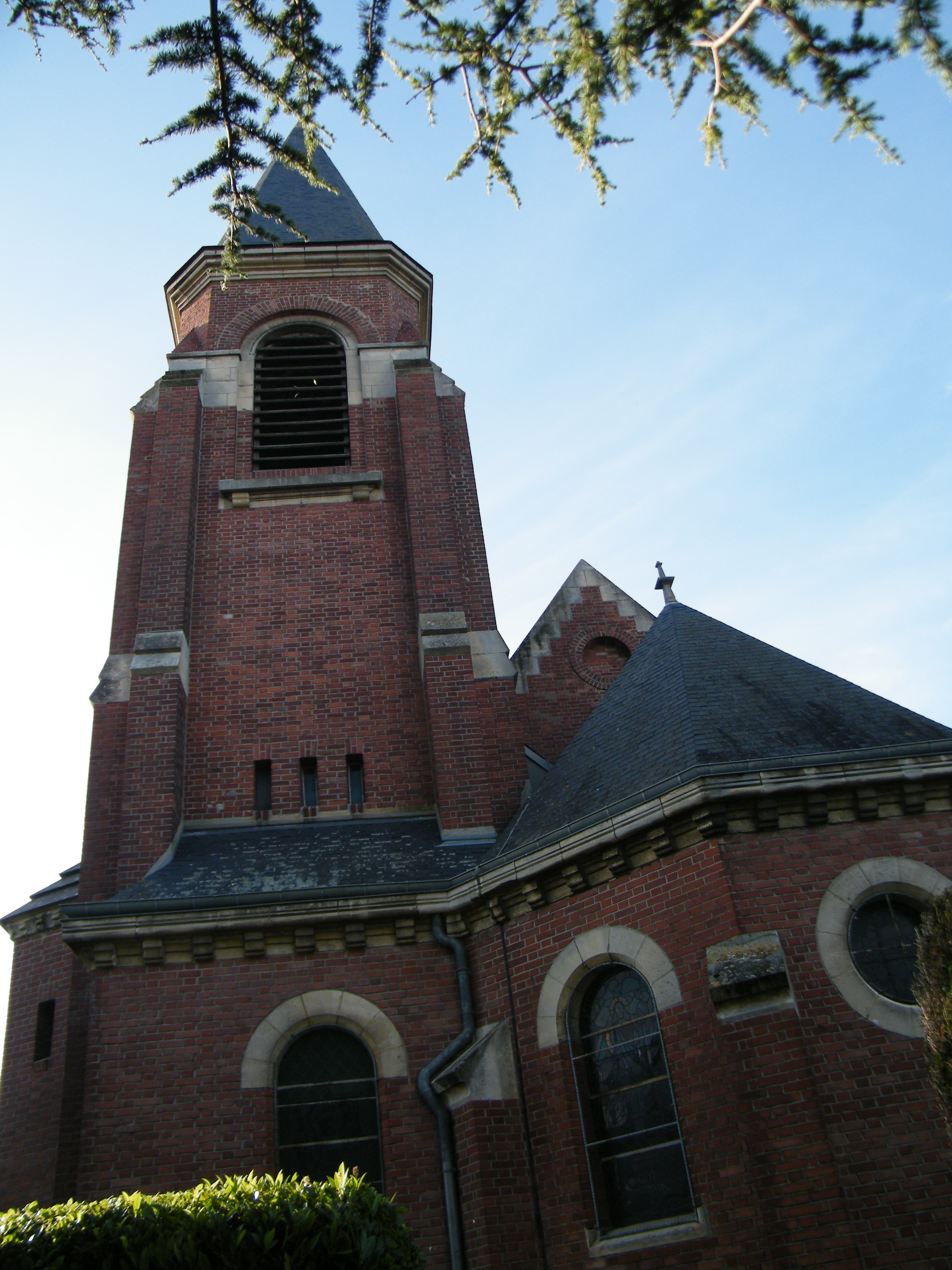

La piràmide de població per edats i sexe el 2009 era:
| Homes | Edats   | Dones |
| ----- | ------- | ----- |
| 0     | 95 o +  | 0     |
| 0     | 90 a 94 | 0     |
| 0     | 85 a 89 | 0     |
| 0     | 80 a 84 | 0     |
| 4     | 75 a 79 | 0     |
| 0     | 70 a 74 | 0     |
| 8     | 65 a 69 | 12    |
| 8     | 60 a 64 | 8     |
| 0     | 55 a 59 | 4     |
| 20    | 50 a 54 | 8     |
| 0     | 45 a 49 | 4     |
| 4     | 40 a 44 | 24    |
| 4     | 35 a 39 | 8     |
| 4     | 30 a 34 | 0     |
| 0     | 25 a 29 | 4     |
| 12    | 20 a 24 | 0     |
| 8     | 15 a 19 | 4     |
| 8     | 10 a 14 | 16    |
| 8     | 5 a 9   | 8     |
| 4     | 0 a 4   | 0     |

## Economia

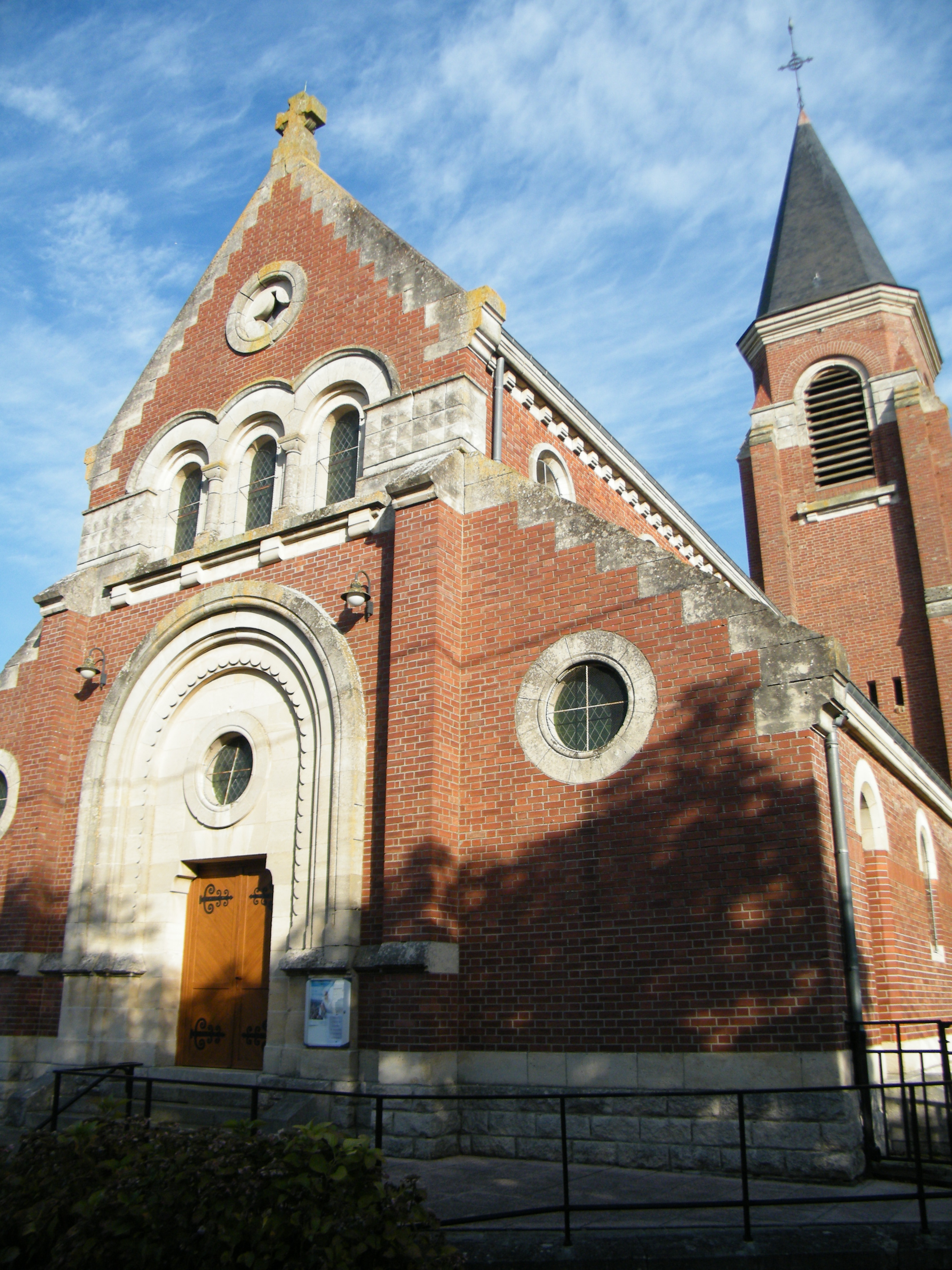

El 2007 la població en edat de treballar era de 135 persones, 100 eren actives i 35 eren inactives. De les 100 persones actives 87 estaven ocupades (52 homes i 35 dones) i 13 estaven aturades (2 homes i 11 dones). De les 35 persones inactives 11 estaven jubilades, 14 estaven estudiant i 10 estaven classificades com a «altres inactius».

### Ingressos
El 2009 a Laucourt hi havia 70 unitats fiscals que integraven 183 persones, la mediana anual d'ingressos fiscals per persona era de 17.827 €.

### Activitats econòmiques

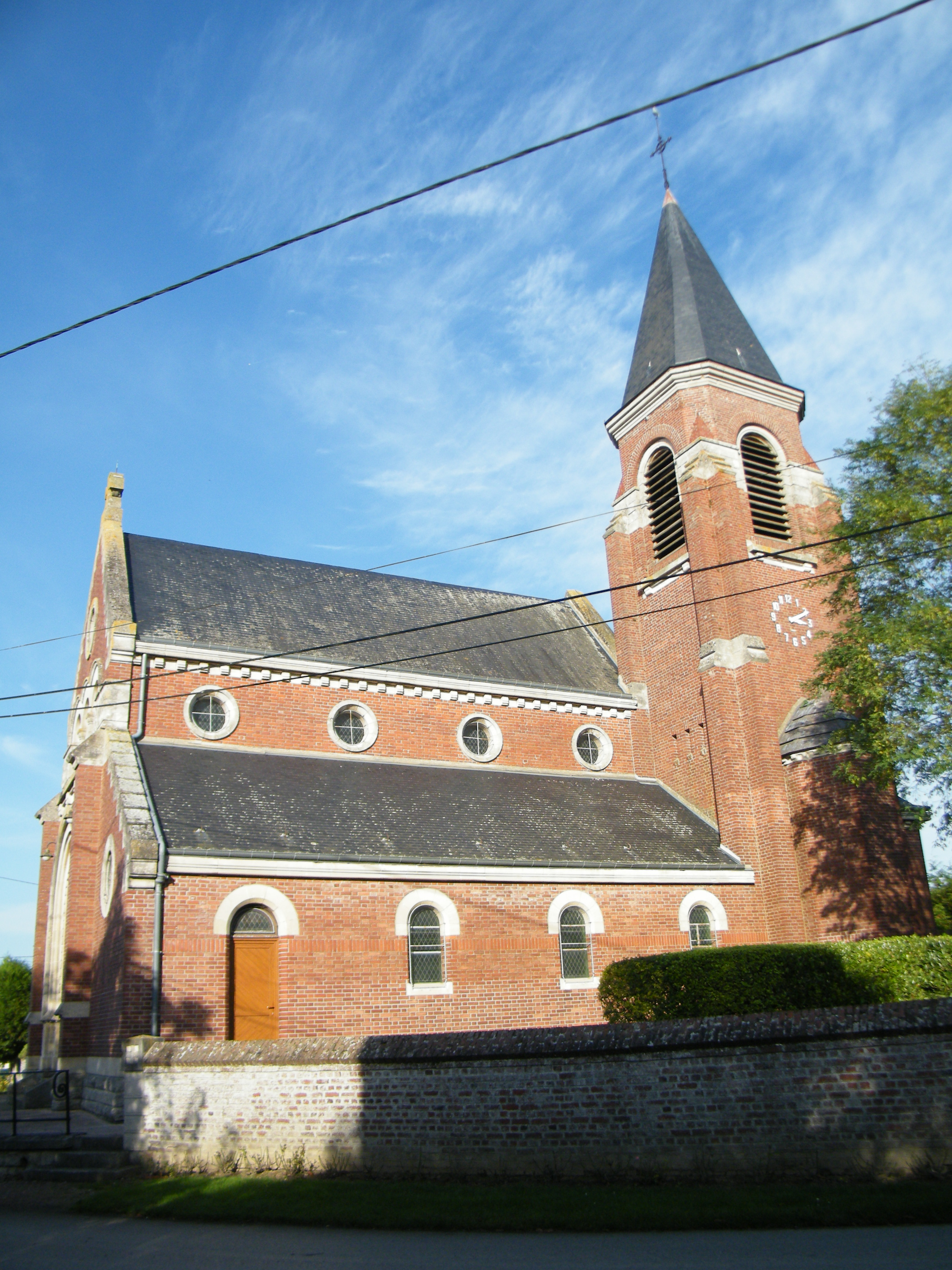

Dels 6 establiments que hi havia el 2007, 1 era d'una empresa de construcció, 3 d'empreses de comerç i reparació d'automòbils, 1 d'una empresa financera i 1 d'una empresa classificada com a «altres activitats de serveis».
L'únic servei als particulars que hi havia el 2009 era una fusteria.
L'any 2000 a Laucourt hi havia 6 explotacions agrícoles.

## Poblacions més properes

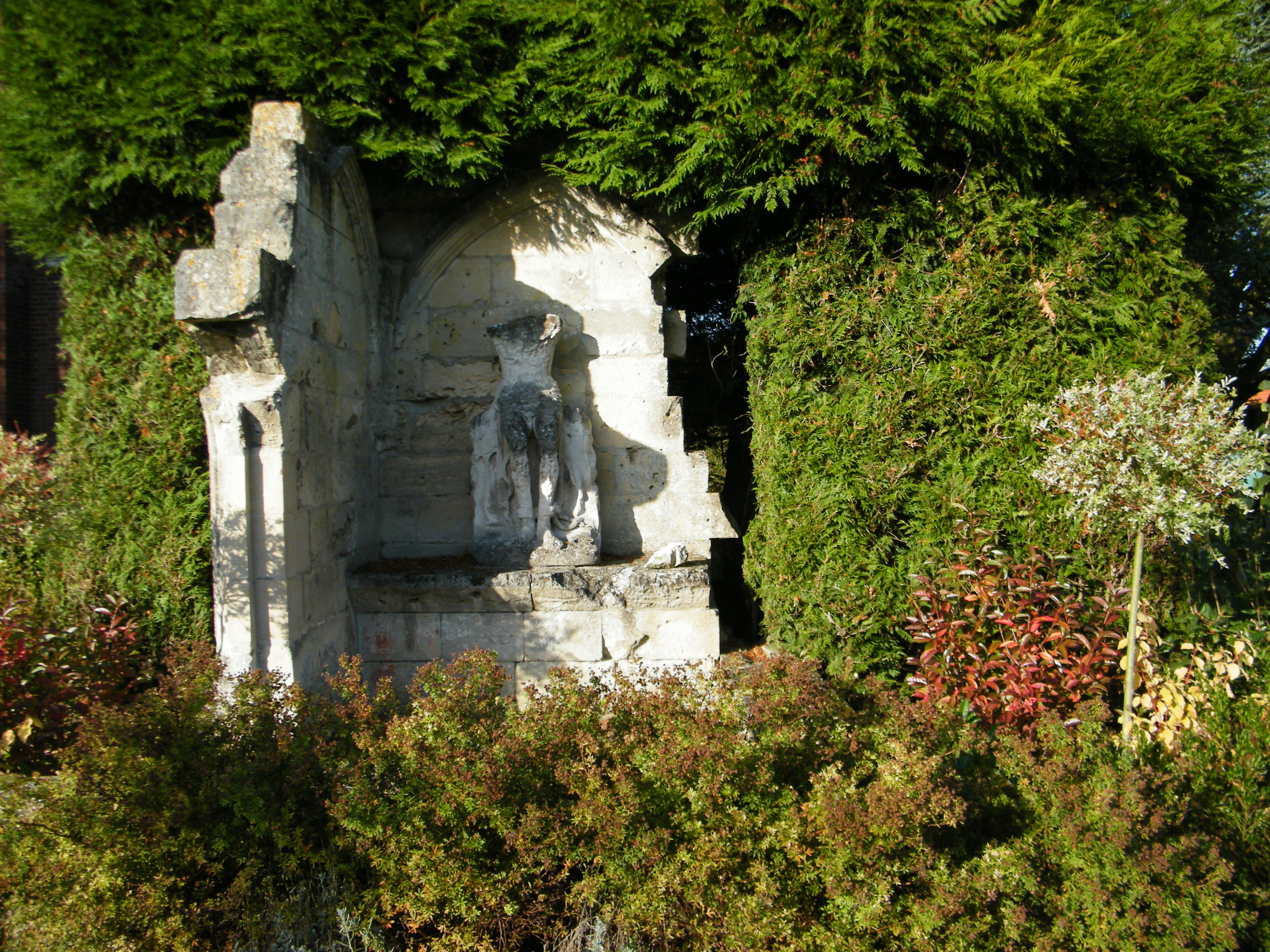

El següent diagrama mostra les poblacions més properes.